# Шаравський Сергій Миколайович
Сергій Миколайович Шаравський (25 січня 1884 — 22 червня 1958) — професор-невропатолог, доктор медичних наук, головний невропатолог Міністерства охорони здоров'я УРСР.

## Біографія

Могила Сергія Шаравського

Народився 25 січня 1884 року. Учень київського професора В. В. Селецького. Вдосконавлювався в Берліні, Відні, Парижі. Учасник першої світової війни.
Був першим завідувачем кафедри психіатрії та нервових хвороб Сталінського медичного інституту, організованої 5 березня 1935 року. В 1945–1958 роках працював в Київському інституті вдосконалення лікарів.
Помер 22 червня 1958 року. Похований в Києві на Лук'янівському цвинтарі (ділянка № 14). Надгробок — прямокутна стела з чорного граніту, урна, горельєф.

## Наукові праці
- Шаравський С. М. Вегетативна нервова система при розладі циркуляції // Недостатність кровообігу : Збірник праць Конференції з недостатності кровообігу , Скликаної в м . Києві з 21 по 23 груд . 1936 р . / Ін - т клiнiч . фiзiологiї АН УРСР